# Shahrestān di Kahnuj
Lo shahrestān di Kahnuj (farsi شهرستان کهنوج) è uno dei 23 shahrestān della provincia di Kerman, il capoluogo è Kahnuj. Lo shahrestān è suddivisa in una circoscrizione (bakhsh): 
- Centrale (بخش مرکزی)